# Santo Guerreiro: Império do Leste
Santo Guerreiro: O Império do Leste é o último livro da trilogia Santo Guerreiro escrito pelo brasileiro Eduardo Spohr. A trama se propõe a contar a biografia de um dos principais santos do Catolicismo, São Jorge, pelo prisma histórico. Trata-se de uma obra de ficção, que não pretende desafiar doutrinas ou dogmas, mas lançar luz sobre esse personagem que, seja real ou simbólico, é admirado por milhares de fiéis em todo o planeta.
O Império do Leste retrata os momentos finais da vida de São Jorge, encerrando a trilogia Santo Guerreiro, do autor best-seller Eduardo Spohr, a primeira série literária que conta a biografia do santo de uma perspectiva histórica.
Entrou em pré venda em fevereiro de 2025 e foi lançado em maio do mesmo ano.

## Sinopse
No princípio do século IV, o cristianismo já havia conquistado grande parte do mundo romano. Para conter o que considerava uma ameaça, Diocleciano dá início a uma sangrenta perseguição contra os líderes da Igreja, que, no entanto, esbarrará na resistência de Georgios Graco — ou São Jorge —, um de seus mais fiéis guarda-costas, um homem dividido entre a lealdade ao Império e o amor pelos valores cristãos.
Santo Guerreiro: O Império do Leste narra a famosa lenda de São Jorge sob uma perspectiva histórica. Com base em textos antigos e vestígios arqueológicos, o autor retrata o período de decadência de Roma, uma época fascinante em que guerras, rebeliões e intrigas mudariam para sempre o destino da Europa — e o futuro do mundo.
Neste volume, acompanhamos os momentos finais da trajetória do santo, sua participação na guerra contra os persas e seu martírio na cidade da Nicomédia.
O Império do Leste é precedido por Roma Invicta (2020) e Ventos do Norte (2022).